# Lu Gerig
Henri Lu Gerig (rođen kao Hajnrih Ludvig Gerig; 19. jun 1903 –  2. jun 1941) bio je američki profesionalni igrač bejzbola, prve baze, koji je igrao tokom 17 sezona u Glavnoj ligi bejzbola (MLB) za Njujork Jenkije (1923–1939). Gerig je bio poznat po svojoj veštini kao udarač i po svojoj izdržljivosti, te je stekao nadimak Gvozdeni Konj. Sedam puta uzastopno je bio ol-star, jednom pobednik trostruke krune, dva puta najzaslužniji igrač američke lige (AL), i član šest timova šampiona Svetske serije. Tokom karijere je imao prosek udaranja od .340, prosek jakih udaraca .632 i prosek baza od .447. On je ostvario je 493 houm ranova i imao je 1.995 obezbeđenih povrataka kući (OPK, RBI). On još uvek ima najveći odnos ostvarenih trčanja i udaranja u 100 nastupa (35,08) i po 100 igara (156,7) među igračima Dvorane slavnih. Godine 1939, on je uvršten u Bejzbolsku dvoranu slavnih i prvi je igrač MLB-a čiji je broj uniforme penzionisan (4) u njegovom timu.
Rodom iz Njujorka i student na Kolumbija univerzitetu, Gerig je potpisao ugovor sa Jenkijima 1923. godine. On je postavio nekoliko rekorda glavne lige tokom svoje karijere, uključujući najveći broj grend slemova u karijeri (23) (što je kasnije premašio Aleks Rodriguez) i najviše odigranih uzastopnih igara (2.130), rekord koji je trajao 56 godina i dugo se smatrao nedostižnim sve dok ga 1995. godine nije nadmašio Kal Ripken mlađi. Gerigov niz uzastopnih igara okončan je 2. maja 1939. godine, kada se dobrovoljno povukao iz tima, zapanjujući igrače i navijače, nakon što je njegovu performansu na terenu počela da ometa amiotrofična lateralna skleroza, neizlečiva neuromaskularna bolest; koja se sada u Severnoj Americi često naziva „Lu Gerigova bolest”. Bolest ga je prisilila da se povuče sa 36 godina, a dve godine kasnije bila je uzrok njegove smrti. Njegov oproštaj od bejzbola je ovekovečen njegovim ikoničnim govorom iz 1939. godine pod naslovom „Najsrećniji čovek na licu zemlje” na Jenki stadionu.
Godine 1969. Američko udruženje pisaca bejzbola izglasalo je Geriga za najvećeg igrača prve baze svih vremena, i on je bio član u celovekovnog tima MBL-a koji je izabran sa najvećim brojem glasova 1999. godine. Spomenik u Gerigovu čast, koji su originalno posvetili Jenkiji 1941. godine, trenutno se nalazi u Monument parku kod Jenki stadiona. Memorijalna nagrada Lu Gerig dodeljuje se MLB igraču koji najbolje manifestuje Gerigov integritet i karakter.

## Rani život
Gerig je rođen 1903. godine u kvartu Jorkvil Menhetna. Bio je drugo od četvoro dece nemačkih imigranata, Kristine Foš (1881–1954) i Hajnriha Geriga (1867–1946). Njegov otac je bio limar po struci koji je često bio nezaposlen zbog alkoholizma i epilepsije, a njegova majka, po zanimanju sluškinja, bila je glavni hranitelj i disciplinar u porodici. Njegove dve sestre umrle su u ranom uzrastu od velikog kašlja i ospica; njegov brat je takođe umro u ranom detinjstvu. Od malih nogu Gerig je pomagao majci, radeći poslove poput skupljanja veša i kupovine hrane iz lokalnih prodavnica. Gerig je tokom detinjstva govorio nemački. Godine 1910, živeo je sa roditeljima na adresi 2266 Amsterdam avenija u Vašington Hajtsu. Porodica je 1920. godine obitavala na 8. aveniji na Menhetnu. Njegovo ime je često anglikovano u Henri Luis Gerig, a bio je poznat kao „Lu” kako bi se razlikovao od svog istoimenog oca, koji je bio poznat kao Henri.

## Literatura
- Transcript and Audio of Lou Gehrig's Farewell to Baseball Address
- New York Times obituary at The Deadball Era
- Eig, Jonathan (2005). Luckiest Man: The Life and Death of Lou Gehrig. Simon & Schuster. ISBN 978-0743245913.
- Eisenberg, John (2017). The Streak: Lou Gehrig, Cal Ripken Jr., and Baseball's Most Historic Record. Houghton Mifflin Harcourt. ISBN 978-0544107670.
- Gallico, Paul (1942). Lou Gehrig, Pride of the Yankees. Grosset & Dunlap. ASIN B0006APPP4.
- Kashatus, William C. (2004). Lou Gehrig: A Biography. Greenwood Press. ISBN 978-0-313-32866-4..
- Newman, Mark (18. 6. 2003). „Pride of the Yankees – The 100th anniversary of Lou Gehrig's birth”. MLB.com.
- Ray, James Lincoln. „Lou Gehrig”. SABR.
- Robinson, Ray (1990). Iron Horse: Lou Gehrig in His Time. W. W. Norton & Company. ISBN 978-0393028577.
- Sandomir, Richard (2017). The Pride of the Yankees: Lou Gehrig, Gary Cooper, and the Making of a Classic. Hachette Books. ISBN 978-0316355056.
- Kashatus, William (2004). Lou Gehrig: A Biography (Baseball's All-Time Greatest Hitters) (Hardcover). Greenwood Press. ISBN 978-0-313-32866-4.
- Davis, J.H. (1988). „Fixing the Standard of Care: Motivated Athletes and Medical Malpractice”. American Journal of Trial Advocacy. 12. Приступљено 17. 4. 2008.
- „Mike Tilden English 15 Gregg Rogers 24 October 2002 September 11 Defines "American Hero"” ( – Scholar search). Приступљено 17. 4. 2008.[мртва веза]

## Spoljašnje veze
- Zvanični veb-sajt
- Career statistics and player information from MLB, or ESPN, or Baseball-Reference, or Fangraphs, or The Baseball Cube, or Baseball-Reference (Minors), or Retrosheet
- Lu Gerig на сајту Find a Grave (језик: енглески)
- Website of The Eleanor and Lou Gehrig ALS Center at NewYork–Presbyterian / Columbia Medical Center
- „Lou Gehrig”. The Idea Logical Company, Inc. Архивирано из оригинала 24. 5. 2008. г. Приступљено 18. 4. 2008.
- Anderson, Bruce (29. 6. 1987). „A Pipp of a Legend: The Man Who Was Benched in Favor of Iron-Horse Lou”. Sports Illustrated. Архивирано из оригинала 2. 5. 2015. г. Приступљено 18. 4. 2014.